# Egyptische piaster
De Egyptische piaster (Egyptisch-Arabisch: ersh, قرش) was tot 1834 de munteenheid van Ottomaans Egypte. Hij was onderverdeeld in 40 para, elk van 3 akçe.

## Geschiedenis
De piaster was gebaseerd op de Turkse kuruş, geïntroduceerd toen Egypte deel uitmaakte van het Ottomaanse Rijk. Net als in Turkije leidde muntontwaarding ertoe dat de piaster aanzienlijk in waarde daalde.
In 1834 werd het Egyptische pond, of gineih (Egyptisch-Arabisch), geïntroduceerd als de belangrijkste munteenheid, ter waarde van 100 piaster. De piaster wordt tot op heden gebruikt als onderverdeling van het pond. De piaster bleef circuleren, waarbij de piaster werd onderverdeeld in 40 para. In 1885 werd de para niet meer uitgegeven en werd de piaster verdeeld in tienden (عشر القرش 'oshr el-ersh). Deze tienden werden in 1916 omgedoopt tot milliemes (malleem).

## Munten
In het begin van de 19e eeuw waren er miljardenmunten in de coupures van 1 akçe, 1, 5, 10 en 20 para en 1 qirsh in omloop, samen met gouden munten die luidden als ¼, ½, 1, 2 en 3 mahbub.